# What Do You Want from Me (canção de Forever The Sickest Kids)
What Do You Want From Me é o primeiro single do primeiro mini-álbum da banda de power pop norte-americana, Forever The Sickest Kids, intitulado The Weekend: Friday. Foi lançado em novembro de 2009.

## Formação
- Austin Bello → Baixo, Vocal
- Kyle Burns → Bateria, Percussão
- Jonathan Cook → Vocal
- Kent Garrison → teclado
- Marc Stewart → Guitarra
- Caleb Turman → Guitarra, Vocal